# أسيفان (بني سلمان)
أسيفان هي إحدى مشيخات المملكة المغربية، تتبع جغرافيا لإقليم شفشاون وإداريًا لبني سلمان. يقدر عدد سكانها بـ 3729 نسمة حسب الإحصاء الرسمي للسكان والسكنى لسنة 2004.